# Municipio de Bonpas
El municipio de Bonpas (en inglés: Bonpas Township) es un municipio ubicado en el condado de Richland en el estado estadounidense de Illinois. En el año 2010 tenía una población de 390 habitantes y una densidad poblacional de 4,01 personas por km².

## Geografía
El municipio de Bonpas se encuentra ubicado en las coordenadas 38°37′27″N 87°58′7″O / 38.62417, -87.96861. Según la Oficina del Censo de los Estados Unidos, el municipio tiene una superficie total de 97.21 km², de la cual 97,19 km² corresponden a tierra firme y (0,02 %) 0,02 km² es agua.

## Demografía
Según el censo de 2010, había 390 personas residiendo en el municipio de Bonpas. La densidad de población era de 4,01 hab./km². De los 390 habitantes, el municipio de Bonpas estaba compuesto por el 99,74 % blancos, el 0,26 % eran afroamericanos. Del total de la población el 0 % eran hispanos o latinos de cualquier raza.